# Lakshmi Murdeshwar Puri
Lakshmi Murdeshwar Puri (Índia, 1952), é a ex-Diretora Executiva Adjunta da ONU Mulheres para Apoio Intergovernamental e Parcerias Estratégicas e ex-Secretária-Geral Adjunta das Nações Unidas. Atuou na ONU por 15 anos antes de ter sido diplomata indiana por 28 anos e embaixadora da Índia na Hungria, credenciada também na Bósnia e Herzegovina, entre os anos de 1999 a 2002.

## Educação e vida pessoal
Puri graduou-se como Bachelor of Arts (com honras) em História pela Universidade de Delhi e tem mestrado em Humanidades pela Universidade de Punjab, na Índia. Puri tem duas filhas com seu atual esposo Hardeep Singh Puri, um político indiano e ex-diplomata, que desde julho de 2021 atua no governo indiano como Ministro do Petróleo e Gás Natural.

## Carreira Política
Puri atuou como diplomata na sede do Ministério das Relações Exteriores da Índia, em Délhi, por 28 anos, onde ocupou vários cargos na formulação de políticas econômicas e na diplomacia bilateral e multilateral, incluindo os cargos de Embaixadora da Índia na Hungria e simultaneamente credenciada na Bósnia e Herzegovina de 1999 a 2002. Participou ativamente nas negociações econômicas e diplomáticas como a Política de atender o Leste (Look East policy), as Relações de Diálogo entre a Índia-ASEAN, a Associação da Orla do Oceano Índico (IORA), a Iniciativa da Baía de Bengala para Cooperação Técnica e Econômica Multissetorial (BIMSTEC), bem como para o Fórum do Grupo dos 15. 
Durante seu mandato como embaixadora indiana, ela também trabalhou em estreita colaboração com a primeira operação da ONU de manutenção da paz na Bósnia e Herzegovina, a Força de Proteção das Nações Unidas (UNPROFOR). Além disso, atuou como subsecretária no Japão e na Coreia e, posteriormente, como subsecretária no Paquistão. 
Em 2002, Puri ingressou nas Nações Unidas, onde atuou até 2007 como diretora da Divisão de Comércio Internacional de Bens, Serviços e Commodities da Conferência das Nações Unidas sobre Comércio e Desenvolvimento (UNCTAD). De 2007 a 2009, ela assumiu o cargo de Secretária-Geral Adjunta da UNCTAD, fornecendo orientação estratégica e supervisão da organização.
A partir de 2009, assumiu o cargo de Diretora do Escritório do Alto Representante para os Países Menos Desenvolvidos, Países em Desenvolvimento Sem Litoral e Pequenos Estados Insulares em Desenvolvimento.
Em 2011, foi nomeada pelo Secretário-Geral das Nações Unidas, Ban Ki-Moon, para o posto de Secretária-Geral Adjunta para Apoio Intergovernamental e Parcerias Estratégicas na Entidade das Nações Unidas para a Igualdade de Gênero e Empoderamento das Mulheres (ONU Mulheres) e também atuou como uma das duas deputadas da primeira Diretora Executiva da ONU Mulheres, Michelle Bachelet. Na ONU Mulheres ela delineou a visão e impulsionou muitas das campanhas públicas da organização, incluindo as campanhas "UNA-SE para acabar com a violência contra as mulheres" e "Por um planeta 50-50 até 2030: um passo para a igualdade de gênero".

## Prêmios e Reconhecimento
Puri recebeu o Prêmio Eleanor Roosevelt de Direitos Humanos em 2016, o Prêmio Novus por defender os Objetivos de Desenvolvimento Sustentável e o Prêmio Global Generation na 7ª Conferência anual Millennium Campus, em 2015.
Em 2017, foi premiada por seu papel em garantir que uma meta específica de igualdade de gênero e empoderamento das mulheres tivesse sido adotada como parte dos Objetivos de Desenvolvimento Sustentável sendo reconhecida por sua defesa e liderança com o prêmio inaugural Diwali Power of One, em uma cerimônia promovida pela organização Diwali Foundation USA, em parceria com as Missões Permanentes da Índia, Bielo-Rússia e Geórgia para as Nações Unidas, realizada na Sede da ONU. 

## Publicações
- Driving the Gender-Responsive Implementation of the 2030 Agenda for Sustainable Development. UN Women, Maio 2016.[14]
- Aid for Trade: Global and Regional perspectives. (editora e autora da publicação). UNU-CRIS, 2009.[15][16]
- Addressing the Global Energy Crisis. (editora da publicação). UNCTAD, 2008.
- Interface between Trade & Climate Change. (editora da publicação). UNCTAD, 2007.
- Multilateralism and South-South Cooperation. (coautora da publicação). UNCTAD, 2005.[17]
- Trade and Development Review 2003. (autora da introdução) UNCTAD, 2003. [18]